# Podwoik bałtycki
Podwoik bałtycki (Idotea balthica) – gatunek skorupiaka z rzędu równonogów. Długość do 40 mm; ciało wydłużone. Końcowe części odwłoka tworzą wraz z telsonem stożkowatą płytkę ogonową. Występuje głównie w przybrzeżnych obszarach Morza Bałtyckiego i innych wód północnego Atlantyku.
Przepływając między męskimi i żeńskimi osobnikami krasnorostów Gracilaria gracilis, przenoszą ich spermacja na karpogonia, co jest mechanizmem analogicznym do zoogamii (zapylenia).

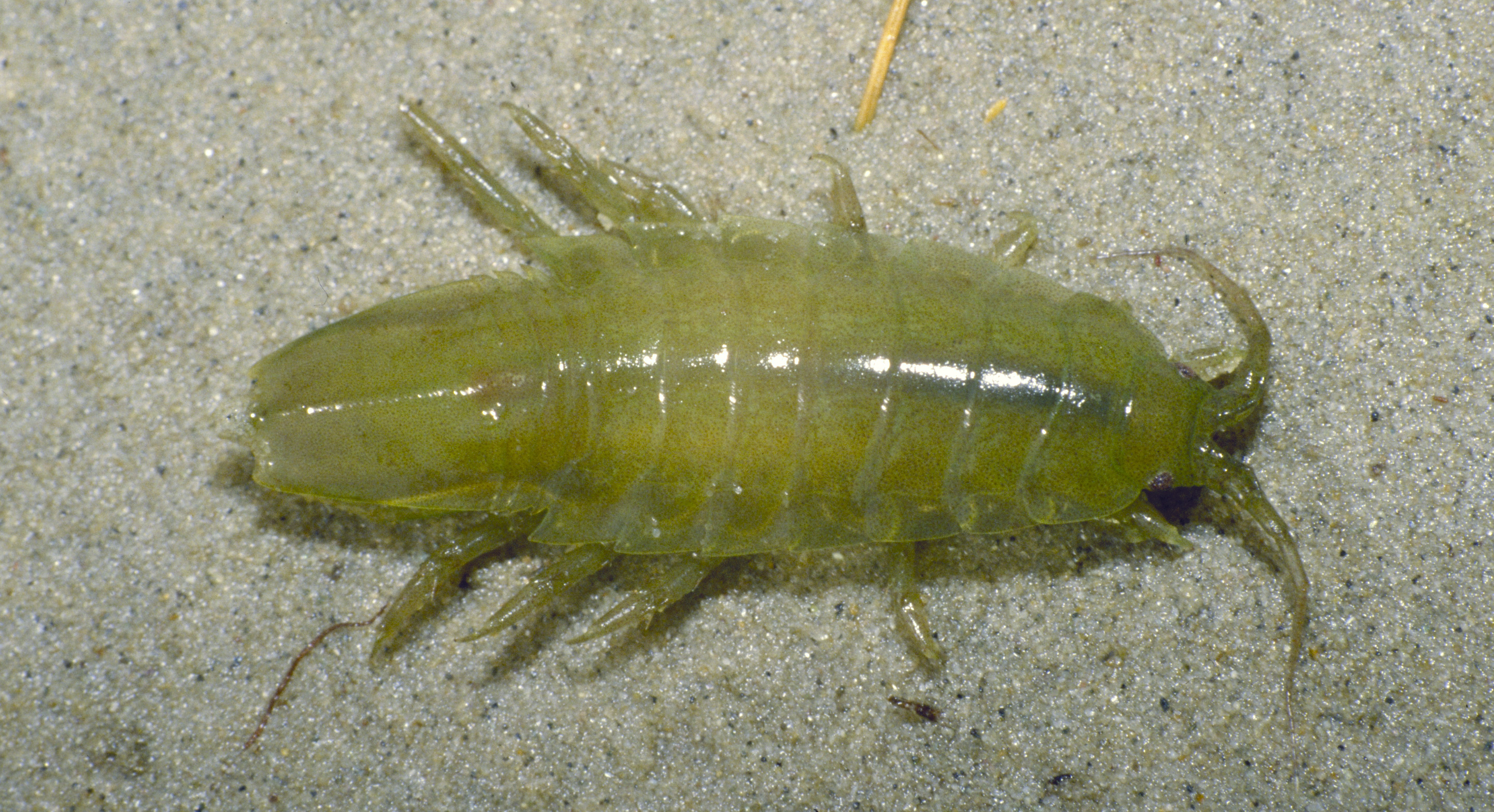